# Cappotto

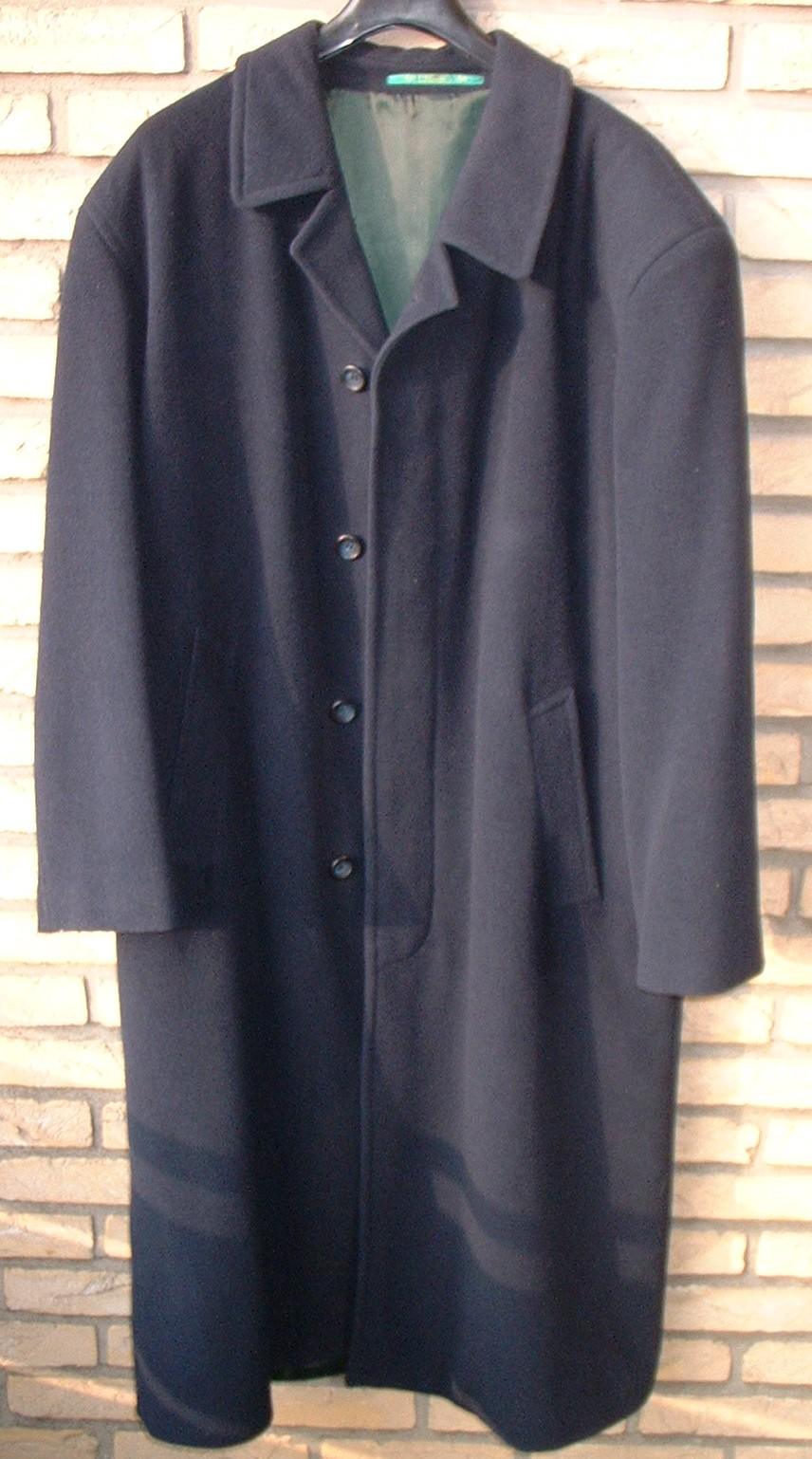
Un cappotto in taglio classico.

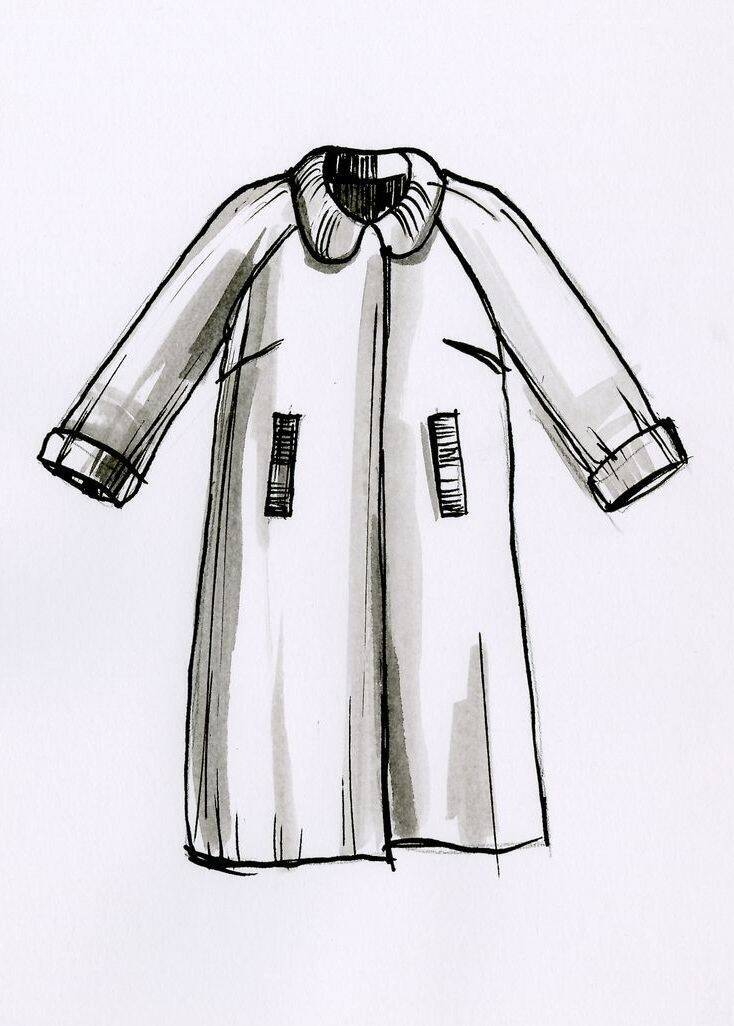
Disegno di un cappotto.

Il cappotto è un pesante soprabito invernale, per lo più realizzato con tessuto pesante in lana e che qualche volta può anche essere dotato di cappuccio.
La sagoma dei cappotti è rigida e piuttosto dritta. Tale capo di vestiario, infatti, non essendo aderente non è modellato sulla sagoma del corpo umano e può essere portato sopra la giacca. Gli attuali modelli di cappotti discendono da una creazione inglese del 1870.